# 조금만 더
조금만 더(Walk On A Little More)는 한국에서 제작된 심민영 감독의 2004년 드라마 영화이다. 김시정 등이 주연으로 출연하였다.

## 출연
- 김시정